# Автопортрет
Автопортретът (от гръцки: autos и френски: portrait) представлява собствен портрет на художника, нарисуван от самия него. Достъпността на модела и доброто познаване на собствената личност са предпоставките този вид портрет да е широко застъпен в изкуството.
Като самостоятелен жанр в живописта автопортретът се развива през епохата на Ренесанса. Той е изразител на стремежа към откриването на човека като обект на изкуството и на утвърждаването на самочувствието на твореца. Един от първите автопортрети датира от времето на ранния Ренесанс, когато Мазачо вписва лицето си сред образите на една религиозна фрескова композиция. Други подобни примери са Ел Греко в платното „Погребението на граф Оргаз“ и Веласкес в картината „Менини“, два автопортрета на художниците вплетени сред образите на висшата аристокрация. Сред първите художници оставили свои автопортрети са Леонардо да Винчи, Рафаело, Албрехт Дюрер и Тициан.
Известни автопортрети в епохата на Просвещението си правят френските художници Жорж дьо Латур и Жан-Батист-Симеон Шарден, а от времето на Романтизма – Теодор Жерико и Йожен Дьолакроа. В по-ново време – Пол Сезан, Винсент ван Гог, Иля Репин, Василий Суриков, Иван Крамской. Голяма колекция от автопортрети се пази във флорентинската галерия „Уфици“. Автор на множество автопортрети е мексиканската художничка Фрида Кало.
Първите български автопортрети са от времето на Възраждането и излизат изпод четките на Захарий Зограф (1840), Станислав Доспевски и Николай Павлович (1865). Характеризират се с голяма доза условност и идеализация, дължащи се на все още силните влияния от иконописния стил на рисуване. Но нарисуваният между 1875 и 1880 г. автопортрет на Димитър Добрович вече се отличава с реалистичното си изпълнение. Повечето художници от следосвобожденска България оставят в наследство свои автопортрети: Иван Мърквичка (1905), Елена Карамихайлова (1919), Никола Петров (1904), Цено Тодоров (1912, 1937), Стефан Иванов, Елисавета Консулова-Вазова (1906), Борис Георгиев, Владимир Димитров - Майстора (над 20 автопортрета), Цанко Лавренов, Никола Аръшев, Илия Петров (1932), Ненко Балкански, Иван Ненов (1925), Стоян Венев, Боян Петров (1958), Преслав Кършовски (1940), Златьо Бояджиев (1910), Васил Стоилов и други. Според арт-критика Георги Лозанов, Николай Майсторов вероятно е българският художник с най-много автопортрети – над 80.

## В литературата
Освен в изобразителното изкуство, за автопортрет може да се говори и в литературата. Тъй като личностно-субективният компонент е неразривно свързан с творчеството, всяко литературно произведение съдържа в някаква степен автобиографични елементи. Произведения, в които писателят открито прави свой словесен автопортрет, са например автобиографията, мемоарите, личният дневник. Извън това, примери за литературни герои, в които писателите са вплели определени черти от характера си и преживявания от личния си живот, са Бръчков от повестта „Немили-недраги“ на Иван Вазов и Печорин от „Герой на нашето време“ от Михаил Лермонтов.